# Rio Wear
O  Rio Wear (/ˈwɪər/, WEER) é um rio do Norte da Inglaterra. A foz do rio fica na cidade de Sunderland.

## Etimologia
A origem por detrás do hidrônimo Wear é incerta mas é geralmente entendida como sendo celta. O Rio Vedra no Mapa Romano da Grã-Bretanha pode muito bem ser o Rio Wear. O nome pode ser derivado de Brittonic *wejr (<*wẹ:drā), que significava "uma curva" (cf. Welsh -gwair-). Uma etimologia alternativa mas muito problemática pode envolver *wẹ:d-r-, de uma forma alongada da raiz indo-europeia *wed- "água". Também é sugerida uma possível derivação da raiz britânica *wei-, que se pensa ter significado "fluir". O nome Wear também foi explicado como sendo um antigo nome celta que significa "rio de sangue".
É possível que o Wear tenha a mesma etimologia que o Rio Wyre em Lancashire, o Quair Water na Escócia, o Rio Weser na Alemanha e o Rio Vístula na Polônia.

## Geologia
O Wear aumenta nos Peninos orientais, uma zona de montanha erguida na Orogenia caledoniana. O granito de Weardale da era Devoniana está subjacente às cabeceiras do Wear mas não aparece em afloramento, mas foi suposto por geólogos primitivos, e subsequentemente provado existir como se viu no furo de Rookhope. É a presença deste granito que reteve as elevadas elevações montanhosas desta área (menos pela sua dureza relativa, e mais devido ao equilíbrio isostático) e é responsável pela mineralização local pesada, embora se considere que a maior parte da mineralização ocorreu durante o período Carbonífero.
Pensa-se que o curso do Rio Wear, antes da Última Idade do Gelo, era muito semelhante ao que é agora até Chester-le-Street. Isto pode ser estabelecido como resultado de furos, dos quais houve muitos no vale do Wear devido à extração de carvão. Contudo, a norte de Chester-le-Street, o Wear pode ter originalmente seguido a rota atual do Rio Team. A última glaciação atingiu o seu pico há cerca de 18.500 anos, a partir do qual começou também uma retirada progressiva, deixando na sua esteira uma grande variedade de depósitos glaciares, enchendo os vales fluviais existentes com sedimentos, areia e outras terras glaciares. Há cerca de 14.000 anos, o recuo do gelo fez uma pausa de talvez 500 anos na cidade de Durham. Isto pode ser estabelecido pelos tipos de depósitos glaciares nas proximidades da cidade de Durham. A confluência do rio Browney foi empurrada de Gilesgate (o vale abandonado do rio ainda existe em Pelaw Woods), vários quilômetros a sul até Ponte de Sunderland (Croxdale). Em Chester-le-Street, quando foi depositada argila de rocha glaciar bloqueando o seu curso norte, o rio Wear foi desviado para leste em direção a Sunderland, onde foi forçado a cortar um novo vale mais raso. O desfiladeiro cortado junto ao rio através do calcário Magnesiano Permiano pode ser visto mais claramente na pedreira Ford. Na 17ª edição da Encyclopædia Britannica (1990), é feita referência a um curso anterior à Idade do Gelo do Rio Wear que caiu em Hartlepool.
A zona montanhosa de Upper Weardale conserva uma flora que se relaciona, quase exclusivamente em Inglaterra, com o final da última Idade do Gelo, embora lhe faltem quase ou inteiramente as raridades particulares que compõem a singular "Teesdale Assemblage" de plantas pós-glaciares. Isto pode, em parte, dever-se ao facto de as áreas Pennine de Upper Weardale e Upper Teesdale serem o local da calota de gelo encolhida. A glaciação deixou muitas indicações da sua presença, incluindo morenas laterais e material da Região dos Lagos e Northumberland, embora surpreendentemente poucos rufos de tambores. Após a Idade do Gelo, o vale do Wear tornou-se densamente florestado, contudo, durante o Período neolítico e cada vez mais na Idade do Bronze, foram em grande parte desmatadas para a agricultura.

## História industrial
Grande parte do Rio Wear está associado à história da Revolução Industrial. A sua extremidade superior atravessa o país mineiro de chumbo, até que este dá lugar a veios de carvão da bacia de Durham para o resto do seu comprimento. Como resultado da extração de calcário, mina de chumbo e extração de carvão mineral, o vale Wear foi um dos primeiros lugares a ver o desenvolvimento dos caminhos-de-ferro. A Weardale Railway continua a realizar serviços ocasionais entre Stanhope e Wolsingham.
A extração de minério de chumbo é conhecida na zona da cabeceira do Wear desde a ocupação romana e continuou até ao século XIX. Ainda se podem ver montes de minas de chumbo abandonadas nas proximidades do rio, e desde o último quarto do século XX têm sido o centro das atenções para a recuperação de minerais de ganga na actual mineração, tais como espatoflúor para a fundição de alumínio. No entanto, as minas abandonadas e os seus montes de espólio continuam a contribuir para a poluição mineral de metais pesados do rio e dos seus afluentes. Isto tem significado para a pesca em tempos de baixo caudal e custos de infraestruturas, uma vez que o Rio Wear é uma importante fonte de água potável para muitos dos habitantes ao longo do seu curso.
A fluorita é outro mineral esporadicamente co-presente com o granito Weardale e tornou-se importante no fabrico de aço desde o final do século XIX até ao século XX. Em muitos casos, as indústrias siderúrgicas foram capazes de retirar o espatoflúor de velhos montes de escavação. A fluorita explica porque é que a produção de ferro e aço floresceu no Vale do Wear, Consett e Teesside durante o século XIX. Sobrejacentes estão três minerais carboníferos: calcário, Medidas de Carvão como matérias-primas para o fabrico de ferro e aço, e grés, útil como material refractário. A última mina de espatoflúor remanescente fechou em 1999, na sequência de legislação sobre qualidade da água. Uma mina na Pedreira Rogerley, Frosterley, é operada por um consórcio americano que ocasionalmente a trabalha para minerais exemplares.
A Minco está atualmente a explorar os Peninos do Norte e a bacia superior de Wear para potenciais reservas de zinco em níveis inferiores.
Ironstone, que era importante uma vez que o minério foi ganho em torno de Consett e Tow Law, depois em torno de Rookhope, enquanto maiores quantidades foram importadas do sul de Tees, em North Yorkshire. Estas fontes foram, a seu tempo, esgotadas ou tornaram-se pouco econômicas.
As antigas obras de cimento em Eastgate, até há pouco tempo geridas por Lafarge, baseavam-se num inlibris de pedra calcária. O local ganhou recentemente permissão de planeamento para formar um complexo de visitantes que exibia uma eco-aldeia utilizando tecnologia alternativa, incluindo um sistema de aquecimento de água com "pedras quentes". O granito subjacente foi perfurado e os relatórios confirmam a sua presença. Os agregados Bardon Aggregates continuam a ser extraídos em Heights perto de Westgate e a operar uma fábrica "blacktop" de alcatrão no local.
A extração de minerais também ocorreu acima da Capela de São João com a extracção do ganister que foi utilizado no processo do aço em Consett. Em redor de Frosterley, calcário, areia (grés britado) e mármore Frosterley foram extraídos e a Pedreira de Broadwood expandiu-se recentemente para solo, mantida sob uma licença antiga. A unidade de britagem continua a funcionar. Uma pedreira em Bollihope também foi sugerida numa base semelhante, mas os planos parecem ter sido descontinuados. O mármore Frosterley foi utilizado extensivamente na arquitetura da igreja, há exemplos locais na igreja de São Miguel Frosterley e na catedral de Durham.

## Curso
Subindo nos Peninos Orientais, as suas águas da cabeça consistem em vários riachos que drenam das colinas entre a Lei Killhope e o Burnhope Seat. A nascente do rio é tradicionalmente mantida em Wearhead, Condado de Durham na confluência de Burnhope Burnhope Burn e Killhope Burnhope Burn. O Wear é um rio termal e tem sido fortemente influenciado por esquemas anteriores de drenagem financiados pelo governo (agarrar) com vista a melhorar as terras agrícolas marginais. O rio sobe muito rapidamente e tem sofrido inundações muito pesadas, resultando numa maior erosão das margens do rio.
O rio corre para leste através de Weardale, um dos maiores vales do condado ocidental de Durham, virando posteriormente para sudeste, e depois para nordeste, serpenteando pelo vale Wear ainda no condado de Durham até ao Mar do Norte, onde desaba em Wearmouth, na principal localidade de Monkwearmouth, em Wearside, na cidade de Sunderland. Antes da criação de Tyne and Wear, o Wear tinha sido o rio mais longo da Inglaterra, com um curso inteiramente dentro de um condado. O Weardale Way, um percurso público de longa distância, segue aproximadamente todo o percurso, incluindo a extensão do Killhope Burn.

### Wearhead para Bishop Auckland
As margens arborizadas do rio Wear enquanto corre de Stanhope para Frosterley.
Há várias cidades, pontos turísticos e lugares turísticos ao longo do rio. A cidade do mercado de Stanhope é conhecida em parte pelo vau que atravessa o rio. A partir daqui o rio é seguido pela linha do Weardale Railway, que atravessa o rio várias vezes, através de Frosterley, Walsingham, e Witton-le-Wear até ao Bishop Auckland.

### Bishop Auckland para Durham
No limite do Bishop Auckland o Wear passa por baixo do Auckland Park e do Castelo de Auckland, a residência oficial do Bispo de Durham e do seu parque de veados. A cerca de uma milha a jusante daqui, o Wear passa por Binchester Roman Fort, Vinovia, tendo sido atravessado pela Dere Street, a estrada romana que vai de Eboracum (agora York) a Coria (agora Corbridge), perto da Muralha de Adriano. Do Bishop Auckland o meandro de rio Wear numa direcção geral nordeste, demonstrando muitas características fluviais de um rio maduro, incluindo largas paredes de vale, férteis planícies de inundação e lagos de arco de boi. As pontes sobre o rio tornam-se mais substanciais, tais como as da Ponte de Sunderland (perto de Croxdale), e Shincliffe. Na Ponte de Sunderland, o rio Browney junta-se ao Wear.

### Durham

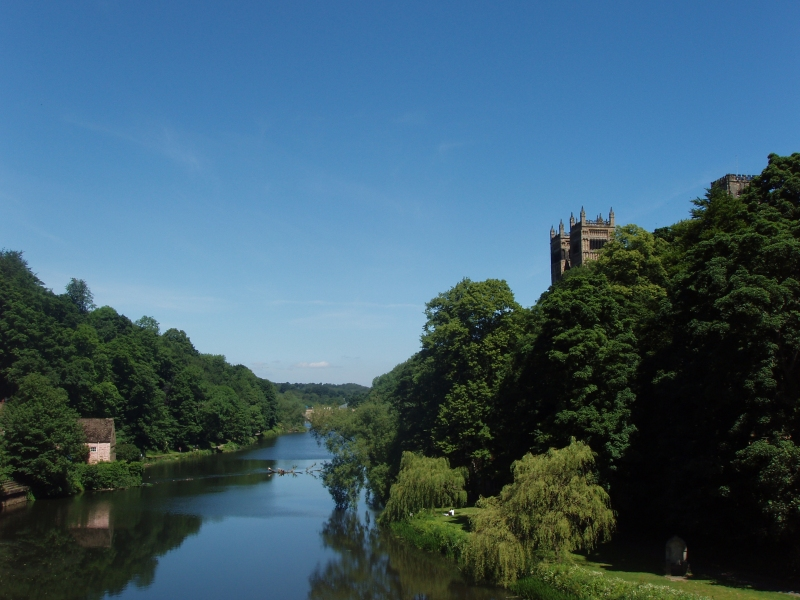
Rio Wear em Durham.

Quando chega à cidade de Durham, o Rio Wear passa por um profundo desfiladeiro arborizado, do qual emergem várias nascentes, historicamente utilizadas como fontes de água potável. Algumas costuras de carvão são visíveis nas margens. Torcendo sinuosamente num meandro incisivo, o rio cortou profundamente no leito do "arenito da catedral". O terreno alto (bluffs) encerrado por este meandro é conhecido como Península, formando um recinto defensivo, em cujo coração se situa o Castelo de Durham e a Catedral de Durham e que se desenvolveu em torno do Bailey até à cidade de Durham. Esta área é agora Património Mundial da ONU. Por baixo da Ponte Elvet estão os barcos Brown's Boats (barcos a remos para aluguer) e a amarração para o Príncipe Bispo, um cruzador de prazer.
O Rio Wear em Durham foi apresentado num programa de televisão Seven Natural Wonders como uma das maravilhas do Norte da Inglaterra.
Em Junho de cada ano, a Durham Regatta, que antecede a de Henley, atrai tripulações de remo de toda a região para corridas ao longo do curso do rio através da cidade . Sete regatas mais pequenas e regatas de cabeças são realizadas ao longo do resto do ano, o que atrai um número inferior de concorrentes. Existem 14 casas de barcos e 20 clubes náuticos baseados no Wear em Durham.
Dois açudes impedem o fluxo do rio em Durham, ambos originalmente criados para atividades industriais. O Antigo Moinho Fulling é agora um museu arqueológico. O segundo açude, por baixo da Ponte Milburngate, inclui agora um salto de salmão e um balcão de peixes, monitorizando a truta marinha e o salmão, e encontra-se no local de um antigo vau. Considerando que 138.000 peixes têm sido contados em migração rio acima desde 1994, pode não ser surpreendente que os corvos-marinhos frequentem o açude.
As margens do rio também emprestam o seu nome a um hino de música Elvet Banks no hinário de 2006 do Sínodo de Missouri, utilizado (apropriadamente) para um hino de batismo.

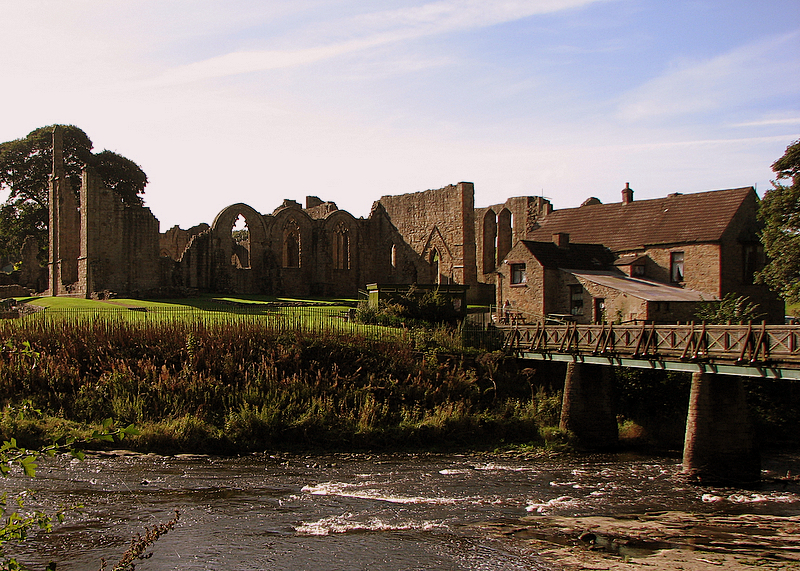
Finchale Priory nas margens do Rio Wear entre Durham City e Chester-le-Street.

### Durham para Chester-le-Street
Entre Durham e Chester-le-Street, 6 milhas (10 km) a norte, o rio Wear muda de direção repetidamente, fluindo para sudoeste vários quilometros a jusante, tendo passado pelo local medieval de Finchale Priory, uma antiga capela e mais tarde um mosteiro satélite, dependendo da igreja da abadia da catedral de Durham. Duas milhas a jusante, o rio corre para sudoeste. A única ponte rodoviária sobre a Wear entre Durham e Chester-le-Street é a Ponte Cocken. Ao passar Chester-le-Street, onde o rio é ignorado pelo Castelo de Lumley, a sua planície de inundação desenvolveu-se até Riverside Ground, a casa do Durham County Cricket Club. Passando pela propriedade de Lambton e perto do castelo de Lambton, o rio torna-se navegável e de maré.

### Chester-le-Street para Sunderland
Ao sair da propriedade de Lambton, o rio sai de Durham e entra na cidade de Sunderland, especificamente na margem sul/sudoeste da nova cidade deWashington. Em Fatfield, o rio passa por baixo de Worm Hill, em torno do qual o Lambton Worm tem a reputação de ter enrolado a sua cauda 
As margens do rio já estão a mostrar provas de industrialização passada, com antigas minas de carvão e trabalhos químicos. Um pouco mais a jusante o rio passa por baixo do Viaduto Victoria, (formalmente chamado Ponte Victoria). Com o nome da recém-coroada rainha, o viaduto ferroviário inaugurado em 1838, foi o coroamento da Linha de Leamside transportando então o que viria a ser a Linha Principal da Costa Leste. Uma milha a leste é o Monumento de Penshaw, um marco icónico local. Ao deixar os arredores de Washington, o rio forma a fronteira oriental do Washington Wildfowl Trust.

### Sunderland
Tendo corrido sob a estrada tronco A19, o rio entra nos subúrbios de Sunderland. As margens do rio mostram mais provas da industrialização passada, com antigas minas de carvão, obras de engenharia e dezenas de estaleiros navais. No seu tempo, os construtores navais de Wearside eram alguns dos estaleiros mais famosos e produtivos do mundo. O artista Laurence Stephen Lowry visitou Sunderland repetidamente e pintou quadros da paisagem industrial à volta do rio. Quatro pontes atravessam a Wear em Sunderland: a ponte Northern Spire Bridge a oeste, a ponte Queen Alexandra, e as pontes ferroviárias e rodoviárias de Wearmouth no centro da cidade.

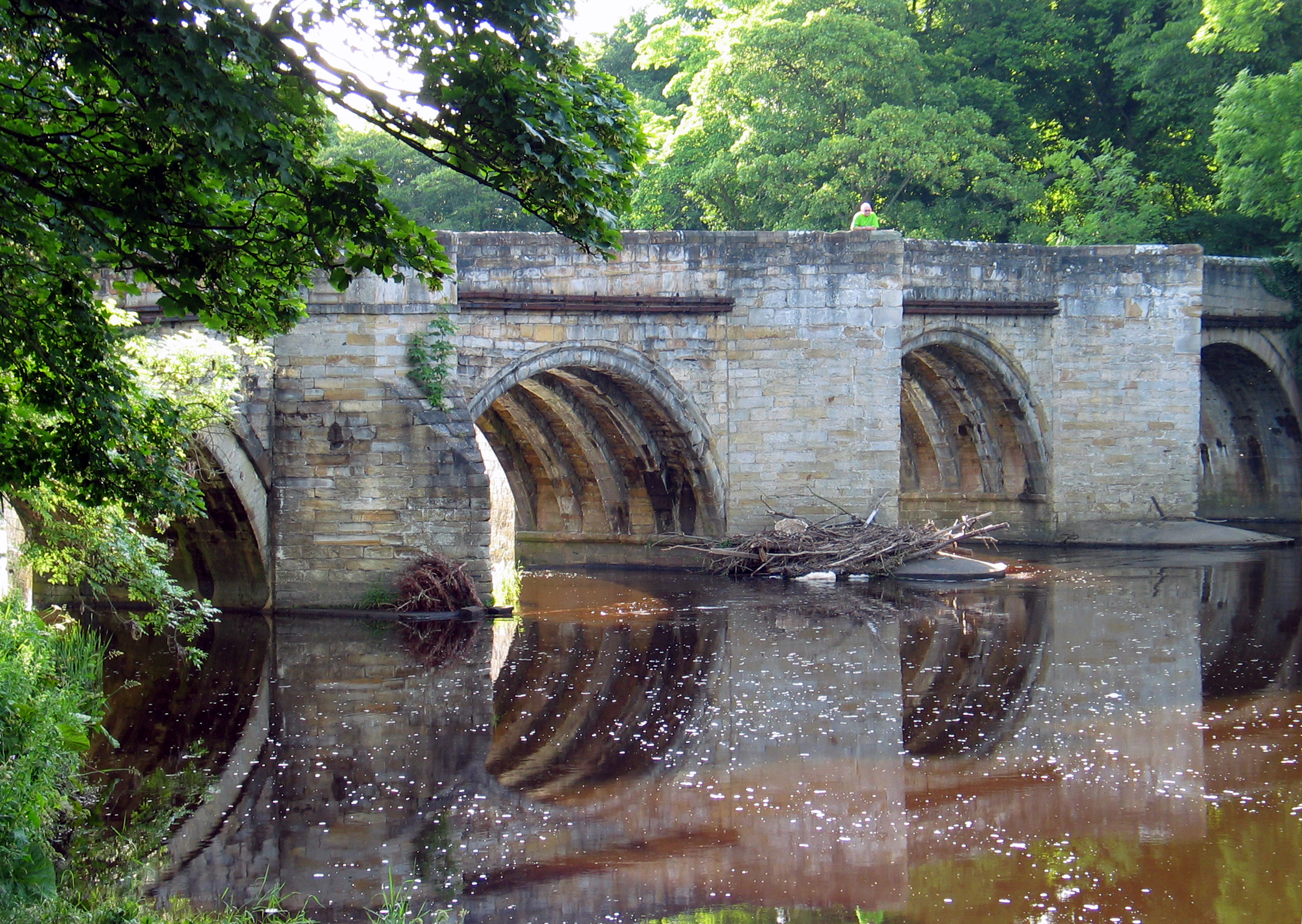
Ponte de Sunderland

Em ambas as margens, neste ponto, há uma série de desenvolvimentos modernos, nomeadamente o Estádio da Luz do Sunderland AFC e outros pertencentes à Universidade de Sunderland (Campus de São Pedro; residências do Cais da Scotia) e ao Centro Nacional do Vidro. Uma pista de escultura ribeirinha corre ao longo desta última secção da sua margem norte . O Projeto de Escultura à beira do rio São Pedro foi criado por Colin Wilbourn, com o romancista criminalista e ex-poeta Chaz Brenchley. Trabalharam em estreita colaboração com grupos comunitários, residentes e escolas.
À medida que o rio se aproxima do mar, a margem norte de Roker tem um desenvolvimento residencial substancial e uma marina. Um golfinho apelidado de Freddie era um visitante frequente da marina, atraindo muita publicidade local. Contudo, foi expressa a preocupação de que a aclimatação do golfinho à presença humana pudesse pôr em risco a segurança do golfinho no que diz respeito às hélices das embarcações marinhas. A margem sul do rio é ocupada pelo que resta do Porto de Sunderland, outrora próspero e agora quase desaparecido.
O Rio Wear sai de Sunderland entre o Cais do Roker e o Cais Sul, e vai até o Mar do Norte.